# STS-2
STS-2 (ang. Space Transportation System) – drugi (z czterech) doświadczalnych lotów wahadłowca kosmicznego Columbia. 

## Załoga
źródło
1. Joe H. Engle (1)* – dowódca (CDR)
2. Richard H. Truly (1) – pilot (PLT)

*(liczba w nawiasie oznacza liczbę lotów odbytych przez każdego z astronautów)
Członkowie załogi misji (STS-4) byli załogą zapasową.
1. Thomas K. Mattingly (1) – dowódca
2. Henry W. Hartsfield (0) – pilot

## Parametry lotu
źródło: Encyclopedia Astronautica
- Masa:
  - startowa orbitera: 104 647 kg
  - lądującego orbitera: 92 650 kg
  - ładunku: 8517 kg
- Perygeum: 222 km
- Apogeum: 231 km
- Inklinacja: 38,0°
- Okres orbitalny: 89,0 min.

## Przygotowania
1. OPF – 29 kwietnia 1981
2. VAB – 10 sierpnia 1981
3. Platforma startowa 39A – 31 sierpnia 1981

## Cel misji
Drugi doświadczalny lot wahadłowca.

## Opis misji
Columbia wystartowała 12 listopada 1981 roku ze stanowiska 39-A na przylądku Canaveral. Celem misji było sprawdzenie zachowania systemów wahadłowca podczas wprowadzenia na orbitę, lotu oraz lądowania. Planowana pięciodniowa misja została skrócona do dwóch po awarii ogniwa paliwowego. W kilka minut po starcie pojawiły się odchylenia od normy w pracy ogniwa paliwowego dostarczającego promowi energii, a załodze wody pitnej i użytkowej. Na szczęście pozostałe dwa działały prawidłowo. Z uwagi na rygorystyczne przepisy dotyczące bezpieczeństwa misję skrócono. Wahadłowiec powrócił do bazy przy pierwszej nadarzającej się okazji i wylądował w Bazie Edwards 14 listopada 1981, po 2 dniach 6 godzinach i 13 minutach lotu okrążywszy 37 razy Ziemię.
Dwa razy przekładano termin startu. Za pierwszym razem 9 października 1981 roku, gdy wylało się paliwo nalewane do zbiorników RCS i spowodowało odklejenie się 390 płytek osłony termicznej. Natomiast 4 listopada 1981 roku wykryto obniżone ciśnienie w zbiornikach tlenu ogniw paliwowych. W trakcie przestoju wykryto ponadto zwiększone ciśnienie oleju w dwóch z trzech jednostek APU. Na koniec, w samym dniu startu wymieniono źle działającą jednostkę przekazywania danych.
Mimo problemów 90% zadań misji zostało zrealizowanych – m.in. po raz pierwszy przetestowano zbudowane przez Kanadę robotyczne ramię RMS. Manipulator służy do umieszczania przewożonych ładunków poza promem lub chwytania satelitów i umieszczania ich w luku wahadłowca, a także do przemieszczania ładunków w obrębie luku czy w jego pobliżu. W skład ładunku wszedł zamontowany na platformie pochodzącej ze Spacelaba zestaw urządzeń obserwacyjnych OSTA-1 (2447 kg) do badania z orbity bogactw mineralnych, pogody, oceanu oraz środowiska. Drugim ładunkiem był użyty też w STS-1 zestaw czujników DFI – Development Flight Instrumentation, które na bieżąco rejestrowały naprężenia podczas wszystkich faz lotu.
Tylko w misjach STS-1 i STS-2 używano pokrytego ochronną powłoką FRL zbiornika zewnętrznego. Ze względu na koszty (waga FRL) w późniejszych lotach zrezygnowano z tej powłoki.